# Transylvania University

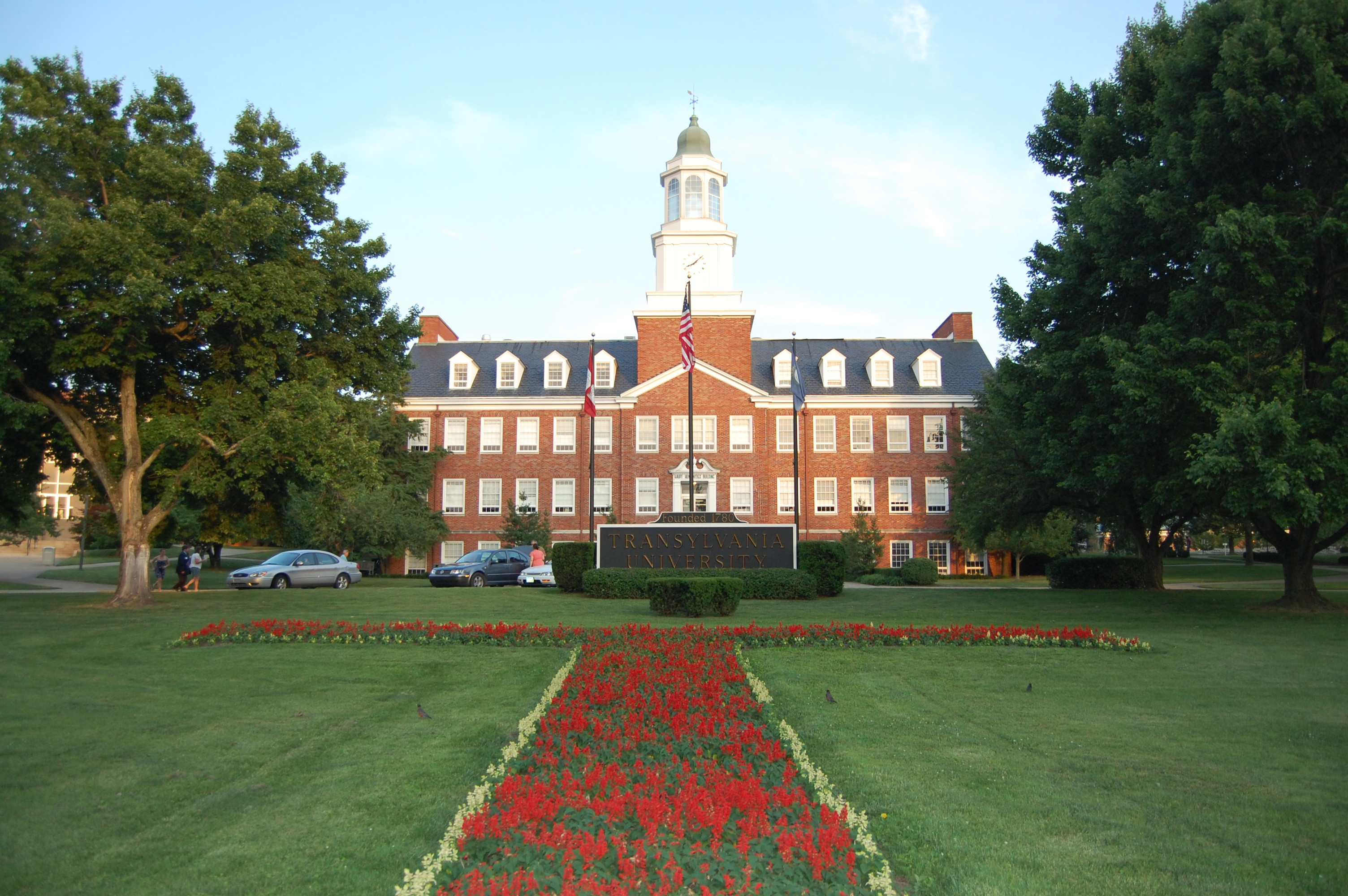
Humanisthuset vid Transylvania University.

Transylvania University är ett universitet i Lexington i Kentucky. Det är en privat utbildningsinstitution knuten till trossamfundet Kristi Lärjungar. Universitetet grundades 1780 och är ett av USA:s äldsta universitet. Utbildning ges inom 38 huvud- och 37 biämnen vid fyra fakulteter; konst, humaniora, naturvetenskap och matematik, samt samhällsvetenskap. 